# 대한민국의 장애인 이동권 시위
대한민국의 장애인 이동권 시위는 2001년부터 2023년 현재까지 대한민국에서 전국장애인차별철폐연대를 비롯한 인권단체들이 장애인 이동권을 요구하며 벌이는 지하철 및 버스 승하차 시위를 말한다. 1999년 이래로 2023년 현재까지 수도권 전철 리프트 추락 사고와 관련하여 총 5명이 사망하고 12명이 중상을 입었다.

## 역사
설 연휴였던 2001년 1월 22일에 경기도 시흥시의 오이도역에서 지상 역사로 올라가던 장애인용 리프트의 쇠줄이 끊어져 70대 장애인 부부가 추락하여 한 명이 사망하고 다른 한 명이 중상을 입은 추락 사고를 계기로 전국장애인차별철폐연대의 전신인 장애인이동권연대를 중심으로 수도권 전철 역사 내 승강기 전면 설치 및 수도권 내 저상버스 전면 도입 등 장애인 이동권 보장을 요구하는 시위가 시작되었다.
2002년 발산역에서 발생한 리프트 추락사고로 장애인 한 명이 사망하자 이명박 당시 시장은 2004년까지 모든 지하철 역사에 엘리베이터를 설치하겠다고 약속하였으나 지켜지지 않았고 계속된 시위의 결과로 2005년에 〈교통약자의 이동편의증진법〉이 재정되었다. 2009년 5월에는 대한민국 정부가 지하철역에 엘리베이터를 설치해야 한다고 국가인권위원회가 권고하였고 이후 2015년 12월에 박원순 당시 서울시장이 〈장애인 이동권 증진을 위한 서울시 선언〉을 발표하며 모든 지하철 역사에 승강기를 설치하겠다고 약속하였으나 지켜지지 않았으며 2021년 6월에 오세훈 서울시장은 서울장애인차별연대와의 면담에서 2024년까지 수도권 지하철의 모든 역사에 승강기를 설치하겠다고 약속 하였으나 2022년 현재 시점에서 약속 이행이 불투명한 상황이다.

## 같이 보기
- 장애인 인권 운동
- 전국장애인차별철폐연대의 대중교통 점거 시위